# Bogra (cratera)
Bogra é uma cratera marciana. Tem como característica 21.3 quilômetros de diâmetro. Deve o seu nome a Bogra, uma cidade do Bangladesh.